# Áris Vovós

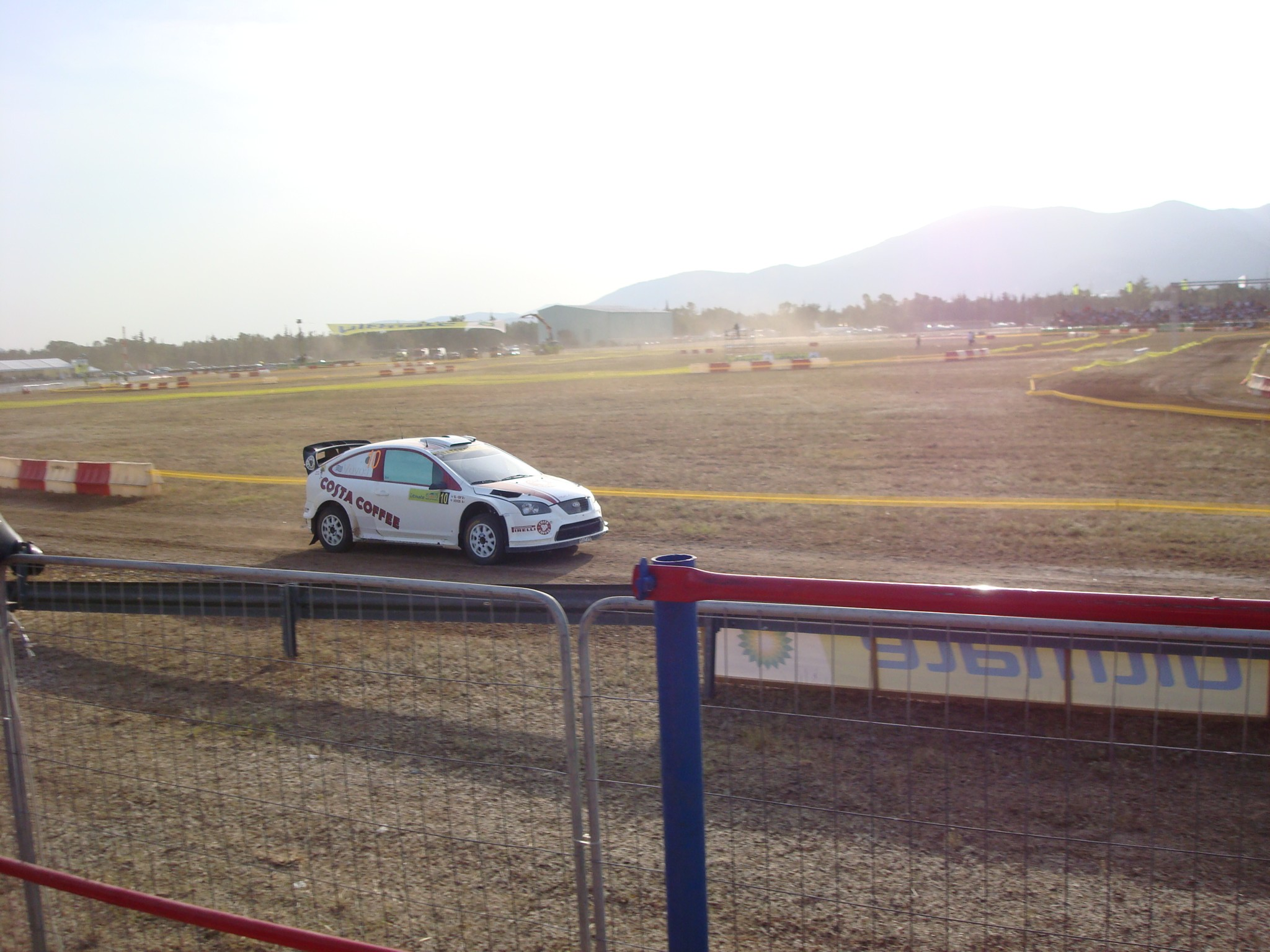
Áris Vovós en 2008 à l'Acropole.

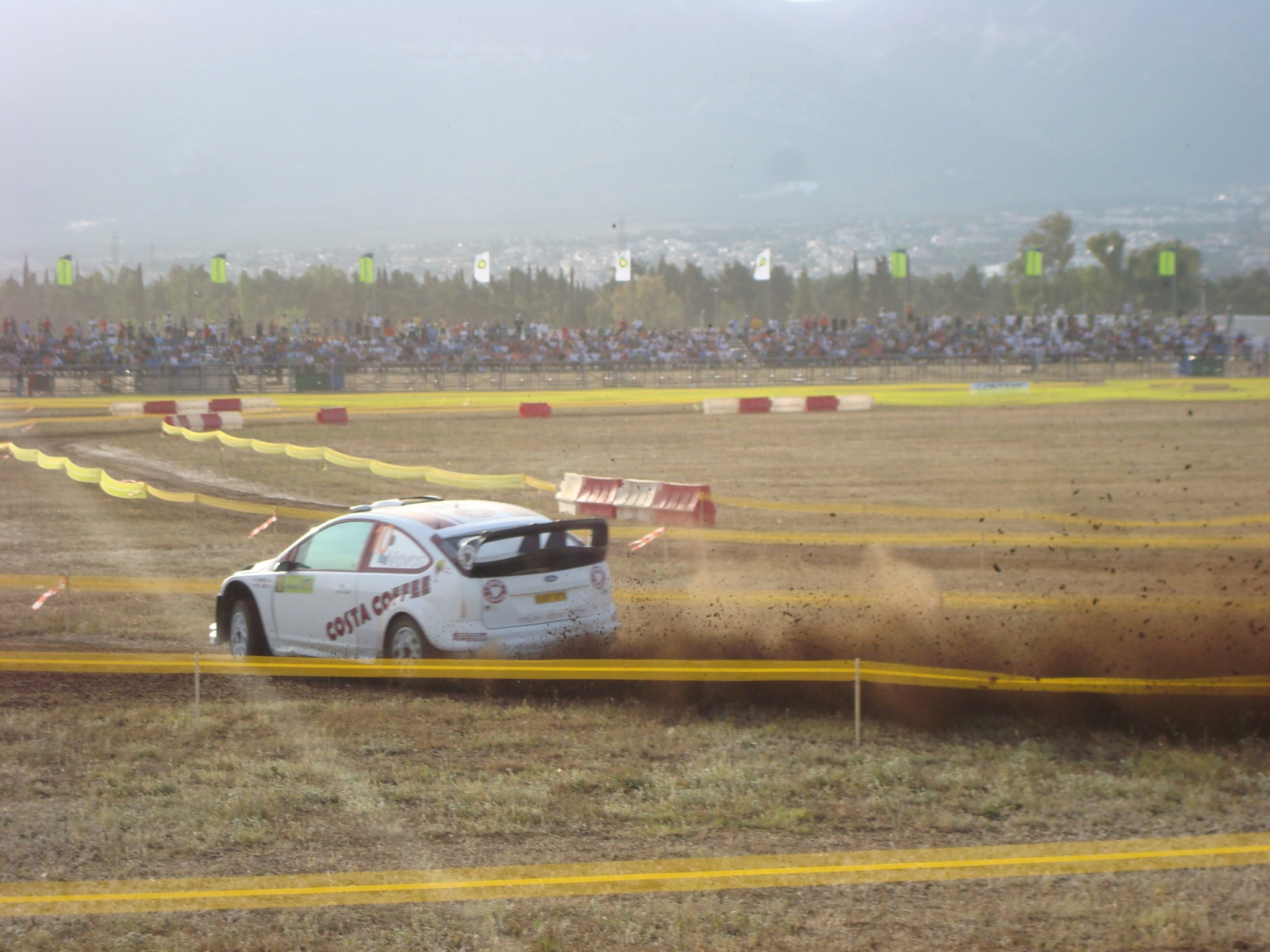
Même course.

Armódios « Áris » Vovós (en grec moderne : Αρμόδιος "Άρης" Βωβός), né le 21 octobre 1964 à Athènes, est un pilote de rallyes grec, grand spécialiste du Rallye de l'Acropole.
Il fait une carrière en compétitions nationales depuis 1986. El-Em (Loris Meletopoulos) est son copilote sans discontinuer depuis l'An 2000. Il reste le plus expérimenté et le plus titré des pilotes grecs en activité.
Il dirige une entreprise internationale de construction dans le secteur du bâtiment, Babis Vovos Constructions (de) (entreprise créé par son père Babis Vovos (en)), et dirige le club de football du Maroussi Athènes.
Il possède une Porsche Carrera GT jaune, qui lui sert de véhicule personnel, véhicule rare dans son pays.
Sa dernière apparition (et victoire) en championnat national a lieu lors du Rallye Elpa Halkidiki, au début septembre 2010 sur Mitsubishi Lancer Evo (dernière édition de cette course, puis disparition).

## Palmarès(au 31/12/2010)

### Titres
- Sextuple Champion de Grèce des rallyes, en 1995 (Lancia Delta), 1997 (Subaru Impreza WRC), 2000 (Toyota Corolla WRC du team Toyota Hellas), 2001 (Subaru Impreza WRC), puis 2009 et 2010 (Mitsubishi Lancer EVO IX, aussi en Classe Groupe N);
- 4 Coupes de Grèce des rallyes Terre, en 2004 (3 voitures différentes), 2005 (Mitsubishi Lancer Evo VIII), 2008 (Mitsubishi Lancer Evo IX), et 2010 (Mitsubishi Lancer Evo IX);
  - Vice-champion de Grèce des rallyes: 2004;
  - 2e de la coupe de Grèce des rallyes Terre: 2006;
  - 3e du championnat de Grèce en 1998, 1999, 2007, 2008, et 2010;
  - 3e de la coupe de Grèce des rallyes: 2007;
  - 3e de la coupe de Grèce des rallyes Terre: 2007;
- Vainqueur en 1995 du rallye de Grèce, comptant alors pour le championnat FIA des constructeurs en catégorie 2L., sur Lancia Delta HF Integrale avec pour copilote Kóstas Stefanis;
- 1er grec du Rallye national de l'Acropole (WRC, sauf 1995) à 6 reprises, en 1994, 1995, 1997, 2004, 2005 et 2006.

### Championnat d'Europe (7 victoires)
- Rallye Hermes-Dodonis: 1995;
- Rallye de l'Olympe: 1997, 1998, et 2000;
- Rallye Elpa Halkidiki: 1998, 2001, et 2010;

### Championnat de Grèce (asphalte - 45 victoires)
- Rallye Acropolis (rallye de l'Acropole): 1994, 1995, 1997, 2004, 2005, et 2006;
- Rallye Mavro Rodo: 1994, 1998, 2004 (de Corinthe), 2005, 2008, et 2009;
- Rallye Hermes-Dodonis: 1995 et 1997;
- Rallye Thermaikou: 1997, 1998, 1999, 2000, et 2001;
- Rallye de l'Olympe: 1997, 1998, 2000, 2001, 2007, 2008, et 2010;
- Rallye Haldikidi: 1998, 2000, 2001, 2007, et 2010;
- Rallye Fhtinoporou: 1999 et 2000;
- Rallye Anoixis: 2000;
- Rallye Kentavros: 2001 et 2010;
- Rallye Paladio: 2002, 2003, et 2006;
- Rallye Stereas Elladas: 2004;
- Rallye Viotias: 2005;
- Rallye Korinthou: 2005, 2008, et 2009;
- Rallye Viotias: 2006;

### Coupe de Grèce (asphalte)
- Rallye Paladio: 2006;
- Rallye Haldikidi: 2007;
- Rallye Kentavros: 2010;

### Coupe de Grèce (terre - 25 victoires)
- Rallye Thermaikou: 2002, et 2007;
- Rallye Mavro Rodo: 2002, 2003, 2004 (de Corinthe), 2005, et 2008;
- Rallye Olympiako II: 2003;
- Rallye de l'Olympe: 2003, 2007, et 2010;
- Rallye Stereas Elladas: 2004;
- Rallye Livadias: 2004;
- Rallye Viotias: 2005, et 2006;
- Rallye Korinthou: 2005, et 2008;
- Rallye Fthiotidas: 2006;
- Rallye Paladio: 2006;
- Rallye Haldikidi: 2007, et 2010;
- Rallye Olympiako: 2008;
- Rallysprint Anavras: 2008;
- Rallye ELPA II: 2008;
- Rallysprint Halkidiki: 2010;

### Autres résultats grecs
- Rallye du Péloponnèse: 1993;
- Rallysprint Anavissou: 1997;
- Rallye Paladio: 2001 et 2005;
- Rallye Fthiotidas: 2005;
- Rallysprint Amfikleias: 2005;
- Rallisprint Nafpliou: 2009;
- Rallysprint Ekhtesi Korinthia: 2010;

### Résultats à l'étranger
- 2e de la Coupe Liburne (Radicofani): 2002.